# العرقوب (ردمان)

تعديل مصدري - تعديل

العرقوب هي إحدى قرى عزلة الاغوال العلياء بمديرية ردمان التابعة لمحافظة البيضاء، بلغ تعداد سكانها 55 نسمة حسب تعداد اليمن لعام 2004.